# Los Ajenos Fútbol Club
Los Ajenos Fútbol Club es una película de comedia negra de colombiana de 2019 dirigida por Juan Camilo Pinzón y protagonizada por Zharick León, Salvatore Basile, Valentina Lizcano, Daniel Lugo, Luis Tamayo y Alberto Barrero. Ha participado en diversos festivales de cine alrededor del mundo e invitada a ser Selección Oficial de ATLFF® Atlanta Film Festival (USA), Buenos Aires International Film Festival (Argentina), Polish International Film Festival (Polonia). Finalista en ARFF® Amsterdam International Film Festival (Holanda)  y multi premiada por Florence Film Festival (Italia) y Los Angeles Film Awards (USA) entre otros. Reconocida como película parte de la muestra cultural de Colombia en el exterior, por la Cancillería Colombiana. 

## Sinopsis
Cuatro viejos marineros jubilados deciden acompañarse las soledades. En un pacto conveniente, transforman un vetusto astillero en su entrañable hogar y desde allí se dedican a afrontar las realidades de la vejez. En una noche agitada, uno de ellos muere. A la tumba se lleva secretos y los títulos de propiedad de la bodega que por tanto tiempo les ha servido de casa. El muerto era el legítimo dueño. Martina Ibáñez, hija única del difunto, regresa sin previo aviso para reclamar lo que por derecho le corresponde. La mujer no duda en anunciar su decisión. Los ocupas deben desalojar el astillero de inmediato pues piensa vender los terrenos. Sin embargo, no cuenta con la mayor de las sorpresas. El muerto ha dejado un cúmulo de secretas deudas imposibles de pagar. El astillero está embargado por múltiples acreedores. Los desalojados ahora son cuatro. Tres viejos y una belleza de portada de revista. El juzgado concede algunas semanas para salvar el derecho al lugar. Presas del desespero, se entregan a la más absurda idea. Conforman un equipo de fútbol callejero y se inscriben en un torneo que premia al campeón con el dinero suficiente para salvar el astillero. Nace Los Ajenos Fútbol Club en un acto de auténtico idealismo poético dados los evidentes estragos que el tiempo ha hecho en sus anatomías. Uno a uno enfrentan los juegos a pesar de los dolores del cuerpo y su falta de talento. De las maneras más increíbles, recurriendo a las destrezas de la calle o a la buena fortuna, llegan a la gran final. Pero más allá de resultados, se reconocen como seres útiles y solidarios. El tiempo los ha convertido en la más extraña de las familias. Sin lazos de sangre, pero con profundos afectos comunes. Martina ha asistido a la lección de su vida. Rodeada de un cariño que nunca imaginó posible, recibe de su padre muerto la mejor de las herencias: Tres viejos adoloridos pero valientes. Una extraña familia y por primera vez, un hogar lleno de humildes héroes. 

## Reparto
- Zharick León
- Salvatore Basile
- Valentina Lizcano
- Daniel Lugo
- Alberto Barrero
- Luis Tamayo[1]